# 寸草
寸草（学名：Carex duriuscula），也称寸草薹，为莎草科薹草属的一种植物。分布于朝鲜、蒙古北部、俄罗斯以及中国大陆的辽宁、甘肃、内蒙古、吉林、黑龙江等地，生长于海拔250米至700米的地区，见于草原、山坡、路边以及河岸湿地。

## 别名
卵穗薹草（中国高等植物图鉴）

## 亚种
- 白颖薹草（学名：Carex duriuscula subsp. rigescens）是莎草科薹草属寸草的亚种。分布在俄罗斯远东地区以及中国大陆的河南、宁夏、内蒙古、吉林、甘肃、陕西、辽宁、青海、山东、山西、河北等地，多生长于半干旱地区、山坡以及草原上。有报道其具有优秀的广谱抗病毒效果，其提取物对HSV-1, HSV-2,RSV, Flu-1,Flu-2, HCMV, MCMV等具有良好的抑制效果，对HSV 和RSV抑毒指数超过512。 其粗提物对HIV蛋白酶半数抑制浓度达到5.9μg/ml.
- 细叶薹草（学名：Carex duriuscula subsp. stenophylloides）为莎草科薹草属寸草的亚种。分布在朝鲜、日本、俄罗斯以及中国大陆的新疆、内蒙古、甘肃、西藏、陕西等地，多生长在草原、河岸砾石地和沙地。